# Louis Germain
Alfred Louis Pierre Germain (Niort, 8 gennaio 1878 – 18 ottobre 1942) è stato uno zoologo francese.

## Biografia
Ha studiato a Angers e a Parigi, ottenendo il dottorato in scienze nel 1907. In seguito ha lavorato sotto Louis Joubin (1861-1935) nel laboratorio di molluschi, vermi e zoofiti presso il Museo nazionale di storia naturale di Parigi. Dal 1936 al 1942 fu direttore del museo.

## Pubblicazioni
- Étude sur les mollusques terrestres et fluviatiles vivants des environs d'Angers et du département de Maine-et-Loire, Bollettino della Società di Scienze Naturali di Francia occidentale, 1903 - Studio di molluschi terrestri e fluviatile che vivono nelle vicinanze di Angers e il dipartimento di Maine-et-Loire.
- Les mollusques terrestres & fluviatiles de l'Afrique centrale française, 1907 - molluschi terrestri e fluviatile di francese Africa centrale.
- Gastéropodes pulmonés et prosobranches terrestres et fluviatiles dans la Mollusques de la France et des régions voisines, 1913 - Gasteropodi Pulmonata, terrestre e fluviale Prosobranchia, Mollusca della Francia e nelle regioni limitrofe.
- Chetognathes provenant des campagnes des yachts Hirondelle et Princesse-Alice (1885-1910), 1916 - Chaetognatha dalle campagne degli yacht Hirondelle e la principessa-Alice (1885-1910).
- La Biogéographie et les musées régionaux, Annales de Géographie, 1918 - Biogeografia e musei regionali.
- Contributions àla faune malacologique de Madagascar. Les pélécypodes fluviatiles de Madagascar. Bollettino del Museo Nazionale di Storia Naturale, 24: 34-42. 1918 - Contributi per la fauna malacologiche del Madagascar, bivalve fluviali.
- Mollusques terrestres et fluviatiles, 1920 - molluschi fluviali e terrestri.
- Mollusques terrestres et fluviatiles de Syrie dans Voyage zoologique d'Henri Gadeau de Kerville en Syrie, 1926 - molluschi terrestri e fluviali della Siria dal viaggio zoologica di Henri de Gadeau Kerville.
- La vie des animaux à la surface des continents, 1924 - La vita animale sulla superficie dei continenti.
- L’Atlantide, Revue scientifique, August 9 and 23, 1924
- La faune des lacs, des étangs et des marais, 1925 - Fauna di laghi, stagni e paludi.[1][2]